# VC Olympia (piłka siatkowa kobiet)
VC Olympia – żeński klub piłki siatkowej z Niemiec. Został założony w 1961 roku z siedzibą w Berlinie. Występuje w Volleyball Bundesliga kobiet.